# Бачинський Анатолій Діомидович
Анатолій Діомидович Бачинський (псевдоніми: С. Анатольєв, А. Демидов; 21 травня 1933, Одеса — 8 квітня 1995) — український історик, археограф, професор кафедри історії України Одеського університету імені І. І. Мечникова (1991).

## Життєпис та науковий доробок
Народився в Одесі 21 травня 1933 року у родині лікарів.
У 1957 році закінчив історичний факультет Одеського університету імені І. І. Мечникова. Один із перших напрямків наукової діяльності був обраний ще у студентські роки за власною ініціативою студента й порадою наукового керівника д.і.н., професора С. М. Ковбасюка. Цей напрямок, пов'язаний з історією козацтва й селянства на півдні України у XIX столітті, став провідним у подальших наукових дослідженнях вченого й пройшов червоною стрічкою через більшість його наукових праць. Саме з цим напрямком були пов'язані перші наукові публікації А. Д. Бачинського й знайомство з архівними документами. Після закінчення історичного факультету Анатолій Діомидович працював науковим співробітником Одеського державного археологічного музею (1957—1958 рр.) і старшим науковим співробітником Державного архіву Одеської області (1958—1963 рр.). Працюючи в Державному архіві А. Д. Бачинський підготував до друку (у співавторстві) путівник по фондах архіву, написавши до нього понад півсотні статей. Більшість з них не втратили своєї актуальності й сьогодні.
Одночасно, з 1960 року, він розпочав викладати на історичному факультеті Одеського університету імені І. І. Мечникова, на якому потім і пропрацював усе життя. Під впливом колишнього наукового керівника й видатних істориків І. О. Гуржія і В. О. Голобуцького відбувалось подальше накопичення й обробка документів і матеріалів за зазначеним напрямком, що згодом було оформлено у кандидатську дисертацію «Народна колонізація Придунайських степів у XVIII — на початку XIX ст.». Її захист відбувся в Одесі у 1969 р., опонентами виступили д.і.н., проф. В. О. Дядиченко та к.і.н. І. Л. Бутич.
В дисертації вперше в історіографії на основі архівних джерел зі сховищ Москви, Санкт-Петербурга, Краснодара, Києва, Одеси, Миколаєва, Херсона уведених у наукових обіг, А. Д. Бачинський дослідив питання перебування Буджацької орди на території пониззя Дунаю, історії створення Усть-Дунайського козацького війська, перебування задунайського й чорноморського козацтва на території межиріччя Дністра та Дунаю. У подальшому питання, пов'язані з історією задунайських запорожців і Задунайської Січі, отримали активний розвиток у науковому доробку А. Д. Бачинського: побачила світ монографія «Січ Задунайська. 1775—1828» (1994), яка мала бути підставою для захисту цієї теми у 1995 р. для отримання наукового ступеня доктора історичних наук.
Після захисту кандидатської дисертації, окремі наукові напрямки, над якими працював А. Д. Бачинський, присвячені соціально-економічному будівництву в Придунайських землях України в 40—50 років XX століття, історії Великої Вітчизняної війни Радянського Союзу 1941—1945 років в цьому регіоні; історії українсько-болгарських зв'язків у XIX — на початку XX століття, проблемам українського краєзнавства Одещини. В них вперше були досліджені питання включення Придунайських територій до складу УРСР, військові операції на території Нижнього Подунав'я у 1941—1945 роках, розкриті одеські сторінки біографії видатних болгарських громадських діячів, письменників — Г. Раковського, Л. Каравелова, І. Вазова, А. Константинова, А. Христєва, зв'язки болгарських діячів з революційним рухом у Російській імперії в останній чверті XIX — початку XX століття, з'ясовані цікаві й важливі сторінки життя літературних діячів І. Котляревського, М. Лермонтова, К. Стаматі-Чурі, М. Старицького, Б. Житкова, В. Катаєва, сходознавців К. Базілі, А. Рафаловича, історика О. І. Маркевича, діяльності члена товариства М. В. Буташевича-Петрашевського («петрашевців», 1845–1849 рр.)І. М. Дебу, «кирило-мефодіївця» (1848 р.)— М. І. Савича, революціонерів першої чверті XX століття — В. Боженка, С. Тер-Петросяна (Камо), Д. Ульянова та інших. Значення цих матеріалів підкреслювало те, що деякі з них, а саме нові матеріали з біографії Є. Петрова (Катаєва) під час його діяльності в карному розшуку, з історії втечі негрів-невільників в Росію, з організації грецького національного руху в Одесі були підготовлені А. Д. Бачинським і опубліковані «Агентством печати новости» в Ефіопії, Греції та СРСР (1962, 1976).
А. Д. Бачинський автор восьми монографій, півтори сотні наукових та близько двох сотень науково-популярних статей, багатьох археографічних публікацій. Деякі з них опубліковані в Болгарії, Росії, Молдові.
Анатолій Діомидович проводив активну громадську роботу. Він був членом редколегії «Науково-інформаційного бюлетеня Архівного управління УРСР» (1960–1964); член Бюро наукової Ради АН України з проблем історичної науки, секція давньої і нової історії України; Археографічної комісії АН України; Дирекції Державного архіву Одеської області (з 1987); членом редакційно-видавничої ради республіканського видавництва «Маяк» (з 1989); головою Одеського товариства краєзнавців (1992) та ін.
Помер в Одесі 8 квітня 1995 року.

## Наукові публікації
- Государственный архив Одесской области: Путеводитель. — Одеса, 1961 (у співавторстві).
- Дай руку, другар! — Одеса, 1965 (у співавторстві).
- Основные етапи крестьянско-казацкой колонизации Буджакской степи и низовий Дунаю в XVIII — начале XIX вв.// Ежегодник по аграрной истории Восточной Европы, 1964 г. — Кишинев, 1866.
- Происхождение и состав украинско-русского населения Буджака и низовий Дуная конца XVIII и начала XIX в. //Зап. Одес. археолог. о-ва. — Одеса, 1967. — Т. 2 (35).
- Справжні другарі (дореволюційний період). (українською мовою) та «Истински другари» (болгарською мовою) (обидві у співавторстві). — Одеса, 1969).
- Едисанские ногаи в степях Нижнего Побужжя// Тез. плен. і секційних доп. (Результати польових археолог. досліджень 1970—1971 років на території України). — Одеса,1972.
- В семье советской. Социалистическое строительство в придунайських землях Украинской ССР. — К.; Одеса, 1984.
- Непокоренный Дунай. — Одесса, 1985.
- А. Д. Бачинский (редактор-составитель), А. О. Добролюбский, Е. Ю. Новицкий. Книги для чтения по истории Одесчины. — Одесса : Редакционно-издательский отдел областного управления по печати; Одесское обл. упр. нар. образования, 1992. — Т. 1: с древнейших времён до начала XIX века. — 80 с.(рос.)
- Січ Задунайська. 1775—1828. Історико-документальний нарис. — Одеса, 1994.
- Буджацька заграва: Придунайські землі України в роки Великої Вітчизняної війни. — Одеса, 1995.

## Нагороди
- орденом «Кирил і Мефодій» II ступеня (Болгарія, 1969) за внесок у розвиток і дослідження українсько-болгарських зв'язків.
- Грамотою Президії Верховної Ради УРСР за участь у підготовці і виданні «Історії міст і сіл УРСР» (1969).
- почесним званням «Заслужений працівник культури України» (1993).

## Пам'ять
- А. Д. Бачинському в м. Одеса встановлена меморіальна таблиця.